# 拉欽區
拉欽區是阿塞拜疆的一個區，位於該國西南部，西鄰亞美尼亞，東鄰納戈爾諾-卡拉巴赫。面積1840平方公里。1993年，人口65507。首府拉欽。
1930年，設區。1992年起，因納卡衝突被亞美尼亞佔領，當地的阿塞拜疆族和庫爾德族被驅， 並引入了亞美尼亞族。2006年人口約5,000至6,000人。根據2020年纳戈尔诺-卡拉巴赫战争的停戰協議，拉欽區的大部分地区将在2020年12月1日前回到阿塞拜疆的控制之下。